# Міхово
Міхово (пол. Michowo) — село в Польщі, у гміні Плонськ Плонського повіту Мазовецького воєводства.
Населення — 104 особи (2011).
У 1975—1998 роках село належало до Цехановського воєводства.

## Демографія
Демографічна структура станом на 31 березня 2011 року:
|          | Загалом | Допрацездатний вік | Працездатний вік | Постпрацездатний вік |
| -------- | ------- | ------------------ | ---------------- | -------------------- |
| Чоловіки | 45      | 5                  | 39               | 1                    |
| Жінки    | 59      | 11                 | 34               | 14                   |
| Разом    | 104     | 16                 | 73               | 15                   |